# Kreiswerke Main-Kinzig
Die Kreiswerke Main-Kinzig GmbH sind ein regionales Strom- und Wasserversorgungsunternehmen mit Sitz in Gelnhausen. Im Altkreis Gelnhausen und den umliegenden Kommunen versorgen sie rund 100.000 Menschen mit Energie und rund 125.000 Menschen mit Trinkwasser. Ihren Strom vertreiben die Kreiswerke deutschlandweit. Zu den Geschäftsbereichen des Unternehmens gehören zudem Verkehrsdienstleistungen im ÖPNV.

## Unternehmensgeschichte
Der Kreis Gelnhausen errichtete 1912 bis 1917 ein Gruppenwasserwerk im Gebiet der heutigen Gemeinden Linsengericht, Freigericht und Hasselroth. Die Gewinnungsanlagen (Quellen Lützel) befinden sich in der Gemarkung Linsengericht-Großenhausen. Bis zum Jahr 1920 waren von 32 Kreisgemeinden nur 7 mit Leitungswasser versorgt. In den übrigen Gemeinden des Kreises erfolgte die Entnahme von Wasser aus öffentlichen und privaten Brunnen, deren Wasserqualität zum Teil den hygienischen Anforderungen nicht genügte.
1920 berief Landrat Delius den ehemaligen Leiter der Kreiswerke Gelnhausen, Conrad Lohrey, in die Verwaltung des Kreises Gelnhausen mit der Aufgabe, ein kreiseigenes Elektrizitätsunternehmen, die heutigen Kreiswerke, aufzubauen. Im darauf folgenden Jahr wurde das Elektrizitätsamt aufgebaut; die meisten Gemeinden wurden an das Versorgungsnetz angeschlossen. 1929/1930 übertrug ein Vertrag mit den Kommunen dem Landkreis Hanau Rechte und Pflichten zur Versorgung mit Trinkwasser. Aus dem Kreis-Elektrizitätsamt wurden die Wirtschaftlichen Betriebe des Landkreises Hanau. 1937 erfolgte die Zusammenlegung der kreiseigenen Kleinbahnen als Gelnhäuser Kreisbahnen unter dem Dach der Kreiswerke.
Am 1. April 1955 erfolgte die Umbenennung der Wirtschaftlichen Betriebe des Landkreises Hanau in Kreiswerke Hanau. Die Stromversorgung und die Verkehrsbetriebe wurden im Jahr 1965 zusammengelegt und unter dem Namen Kreiswerke Gelnhausen weitergeführt. Der Wechsel vom Eigenbetrieb zur Eigengesellschaft erfolgte am 1. Januar 1970 mit der Gründung der Kreiswerke Hanau GmbH. Gründer waren der Landkreis Hanau, die Stadt Dörnigheim sowie die Gemeinden Oberrodenbach und Wolfgang.
1980 erfolgte die Gründung der Gas- und Wasserversorgung Main-Kinzig GmbH mit 50 % Gesellschaftsanteilen durch die Kreiswerke Gelnhausen GmbH. Am 1. Januar 1986 wurde die Versorgungssparte Wasser aus der GWM ausgegliedert, nunmehr Gasversorgung Main-Kinzig GmbH. Es folgte der Kauf der Wasserversorgungsnetze Biebergemünd-Breitenborn, Freigericht, Hasselroth, Linsengericht-Geislitz, Linsengericht-Waldrode und der Quellen Lützel durch die Kreiswerke Hanau GmbH.
Im Jahr 2000 wurde die Stromversorgung Bad Orb hundertprozentige Tochter. Die Kreiswerke lieferten insgesamt 404 Millionen Kilowattstunden Strom an ihre Kunden. 2003 wurde die Energiedienst Main-Kinzig GmbH gegründet.
Mit 1. Januar 2005 erfolgten der Verkauf des Wasserversorgungsnetzes Linsengericht-Geislitz und Linsengericht-Waldrode an die Stadtwerke Gelnhausen GmbH und die Neuordnung der Wasserversorgung in Maintal. Wasserversorgungsunternehmen und Netzeigentümer ist nunmehr die Maintal-Werke GmbH (MWG). Die MWG beauftragte die Kreiswerke Hanau GmbH mit der technischen Betriebsführung des Netzes. Im gleichen jahr erfolgten die Ausgliederung des Kraftverkehrs in Stromversorgung Bad Orb, die Ausgliederung der Stromsparte aus Stromversorgung Bad Orb und Eingliederung in Kreiswerk Gelnhausen, sowie die Umbenennung der Stromversorgung Bad Orb in Regionalverkehr Main-Kinzig GmbH.
Am 1. Juli 2008 wurden die Kreiswerke Hanau mit den Kreiswerken Gelnhausen zur Kreiswerke Main-Kinzig GmbH fusioniert. Zum 1. August 2008 entstand mit dem Zusammenschluss des Stromversorgers Kreiswerke Gelnhausen und des Wasserversorgers Kreiswerke Hanau, das gemeinsame Versorgungsunternehmen Kreiswerke Main-Kinzig GmbH mit den Sparten Energie und Wasser. Die Kreiswerke Main-Kinzig wurden damit zu einem der größten Versorgungsunternehmen im Main-Kinzig-Kreis. Im Jahr 2009 erfolgte die Gründung des Tochterunternehmens Versorgungsservice Main-Kinzig GmbH.

## Unternehmen
Die Kreiswerke Main-Kinzig GmbH und ihre Tochter- und Beteiligungsgesellschaften versorgen ihre Kunden mit Strom, Erdgas (über die Beteiligung an der Gasversorgung Main-Kinzig GmbH) sowie mit Trinkwasser. Zusätzlich bietet das Unternehmen versorgungsnahe Dienstleistungen an, die durch die Tochtergesellschaft Versorgungsservice Main-Kinzig GmbH erbracht werden. Die Tochtergesellschaft Regionalverkehr Main-Kinzig GmbH bedient im Main-Kinzig-Kreis die Linienbündel 8 und 9 im öffentlichen Personennahverkehr.
Die Kreiswerke Main-Kinzig GmbH versorgen in Summe rund 50 Prozent der im Main-Kinzig-Kreis lebenden Menschen mit Strom bzw. Wasser. Als mehrheitlich kommunal geführtes Unternehmen sind die Kreiswerke der Region verpflichtet. Sie sichern regionale Arbeits- und Ausbildungsplätze, fördern die heimische Wirtschaft, unterstützen als Sponsor das regionale Leben in Kultur und Sport und kümmern sich um soziale Einrichtungen.
Die Kreiswerke Main-Kinzig sind mit 50 Prozent an der Gasversorgung Main-Kinzig GmbH beteiligt. Weiterhin gibt es Tochterunternehmen im Bereich ÖPNV, Gasversorgung und Energiedienstleistungen.
Die Regionalverkehr Main-Kinzig GmbH wurde zum 1. Januar 2006 als Tochterfirma der Kreiswerke Main-Kinzig GmbH gegründet. Über die Linienbündel 8 und 9 bindet sie die Gemeinden im Altkreis Gelnhausen an die Verkehrsknotenpunkte des RMV in Gelnhausen, Wächtersbach und Bad Orb an und bedient zudem Stadtbuslinien in Gelnhausen. Für den Main-Kinzig-Kreis übernimmt die Regionalverkehr Main-Kinzig GmbH zudem den Schülerverkehr in der Region.
Die Versorgungsservice Main-Kinzig GmbH erbringt als Tochterunternehmen der Kreiswerke Main-Kinzig Infrastrukturdienstleistungen im Main-Kinzig-Kreis. Ein wesentliches Geschäftsfeld ist der Bereich der Energiedienstleistungen und dabei insbesondere der Wärmemarkt auf dem Gebiet Wärmepumpen und Wärmecontracting. Die Elektromobilität ist das neueste Projekt der Versorgungsservice Main-Kinzig, mit dem der Ausbau der CO2-neutralen Fortbewegung im Main-Kinzig-Kreis forciert werden soll. Hierzu eröffnete das Unternehmen am 21. Dezember 2010 ihre erste Elektro-Tankstelle in Gelnhausen, bei der kostenlos deren Grünstrom „Öko-e-Power“ getankt werden konnte. Mittlerweile sind die Ladestationen kostenpflichtig und per QR-Code oder RFID-Karte freischaltbar.